# Zollino
Zollino (in Griko Τσουḍḍίνου, transkribiert Tsuḍḍínu) ist eine italienische Gemeinde in der Grecìa Salentina, dem griechischsprachigen Gebiet auf der Halbinsel Salento mit 1838 Einwohnern (Stand 31. Dezember 2023).

## Geografie
Zollino liegt etwa 18 Kilometer südlich der Provinzhauptstadt Lecce im Zentrum des Gebiets der neun Gemeinden, die die Grecìa Salentina bilden.

## Name
Zur Herkunft des Ortsnamens gibt es unterschiedliche Auffassungen. Als am wahrscheinlichsten gilt, dass der Name von Soletino („Klein-Soleto“) herrührt und über Solino und Sollino seine heutige Gestalt annahm. Nach dieser Theorie, die durch dasselbe Wappenbild der beiden Gemeinden gestützt wird, war Zollino eine Gründung von Einwohnern Soletos und von diesem abhängig.
Nach einer zweiten Theorie stammt das Toponym von einem byzantinischen Familiennamen tsouli (griechisch tsoli oder tsouli τσούλι „Lump“), das der Name des Grundbesitzers der Gegend gewesen sei. Formen wie Zolis, Zulis, Tsulis, Zulinos sind häufige Familiennamen in der Gegend. Weitere Theorien gehen von germanischen, normannischen oder langobardischen Ursprüngen des Namens aus.

## Geschichte
Die Menhire von Zollino zeugen von prähistorischer Besiedlung im Gebiet der Gemeinde. Die Ursprünge des heutigen Ortes liegen im Dunkeln. Nach der Sonne im Wappen gibt es Hypothesen über die Gründung durch Siedler des Lehensguts Apigliano (das der Legende nach wegen Befalls durch unzählige Schlangen aufgegeben werden musste) oder der Stadt Soleto. In der Antike war das Gebiet von Zollino von einiger strategischer Bedeutung, da es auf dem Handelsweg von der adriatischen zur ionischen Küste lag. Im Mittelalter stand der Ort lange unter byzantinischem Einfluss, erst 1688 wurde der orthodoxe Ritus zugunsten des katholischen in der Gemeinde aufgegeben.
Im Mittelalter gehört Zollino zur Grafschaft Lecce, die von der Familie Altavilla beherrscht wurde. 1190 wurde durch Tankred von Lecce Baron Belingherio Chiaromonte mit dem Hofgut belehnt, 1384 wurde Maria d’Enghien die Besitzerin, die das Hofgut in die Ehe mit Raimondo Orsini del Balzo, Graf von Soleto mit einbrachte. Als der Graf von Orsini Herrscher von Tarent wurde, gelangte der Ort an das Fürstentum Tarent und wurde den Chiaramonte als Lehen übertragen. In der Folgezeit war der Ort im Besitz unterschiedlicher Familien (darunter Gentile, Alifi, Sarlo, D’Aiello, Saraceno, Simonetta, Gomez Omen, Ghezzi, Villapiana, Granafei, Gaetani, Castromediano, Prato, Frisi, De Leon, De Pietravalida), bis 1806 das Feudalsystem in Süditalien abgeschafft wurde.

## Bevölkerung
Das Catasto onciario von 1746 listet 290 Einwohner Zollinos in 66 Einheiten, nur 34 der Einwohner waren über 50 Jahre alt. Außer einigen Geistlichen lebte damals die gesamte Bevölkerung von der Landwirtschaft. Im Jahre 1800 war die Bevölkerung auf 560 Personen angestiegen und erhöhte sich bis in die 1960er-Jahre kontinuierlich auf 2.341 (1961), bis die Emigration nach Deutschland und in die Schweiz die Zahl um einige hundert sinken ließ. In den 1980er-Jahren kehrten einige der Gastarbeiter in ihren Heimatort zurück. 2001 zählte die Gemeinde 2941 Bewohner, was einem Rückgang von 4 % gegenüber 1991 entspricht. 348 (15,86 %) der Bevölkerung gingen einem Beruf nach, der Durchschnitt der Einwohner je Familie betrug 2,94 %.
Unter den 172 Familiennamen finden sich am häufigsten italienische, nach der Reihenfolge ihrer Häufigkeit Castellano, Tondi, Pellegrino, Gemma, Verri, Bianco, Chiga, Costa, Calò und Maniglio. Über die Verbreitung des Griko in der Gemeinde gibt es keine neueren Untersuchungen. Die Zahl der Sprecher geht jedenfalls zurück und dürfte unter einem Drittel der Bevölkerung liegen.

## Städtepartnerschaften
- Sofiko, heute zur Gemeinde Solygia, Griechenland
- Terpistea – Griechenland (unterbrochen)

## Sehenswürdigkeiten
Neben dem Palazzo Raho, den Pozzelle, alten Brunnenanlagen am Rand des Ortes und der Ausgrabungsstätte des alten Lehensguts Apigliano sind vor allem die Kirchen des Ortes sehenswert.

### Pfarrkirche Santi Pietro e Paolo Apostoli
Die Kirche stammt aus byzantinischer Zeit, auch wenn das genaue Datum ihrer Erbauung unbekannt ist. Erstmals beschrieben wurde sie zu Beginn des 16. Jahrhunderts. Damals handelte es sich um eine schlichte Saalkirche mit drei Altären, Sakristei und Campanile, die dem Heiligen Petrus geweiht und von einem Kirchhof umgeben war.
1608 wurde nach einem Besuch des Erzbischofs mit einer umfangreichen Erneuerung begonnen. Eine neue Sakristei wurde errichtet und der Grundriss zu einem lateinischen Kreuz erweitert. Auch die reich verzierte Südfassade, die ein weiteres Portal erhielt, stammt aus dieser Zeit. Die heutige Gestalt der Eingangsfassade stammt aus dem Jahr 1863, 1893 wurden ein Uhrturm und ein neuer Campanile mit achteckiger Spitze angefügt.

### Sant’Anna
Die Barockkirche von 1677 wurde an der Stelle eines älteren Gotteshauses errichtet, das im 16. Jahrhundert wegen Baufälligkeit abgerissen worden war und in dessen Ruinen man ein Bild der Heiligen Anna gefunden hatte, dem zahlreiche Wunder zugesprochen wurden. Sie birgt einen fein gearbeiteten Barockaltar mit einem Altarbild der Heiligen Anna und Joachim mit Maria als jungem Mädchen.

### Madonna di Loreto

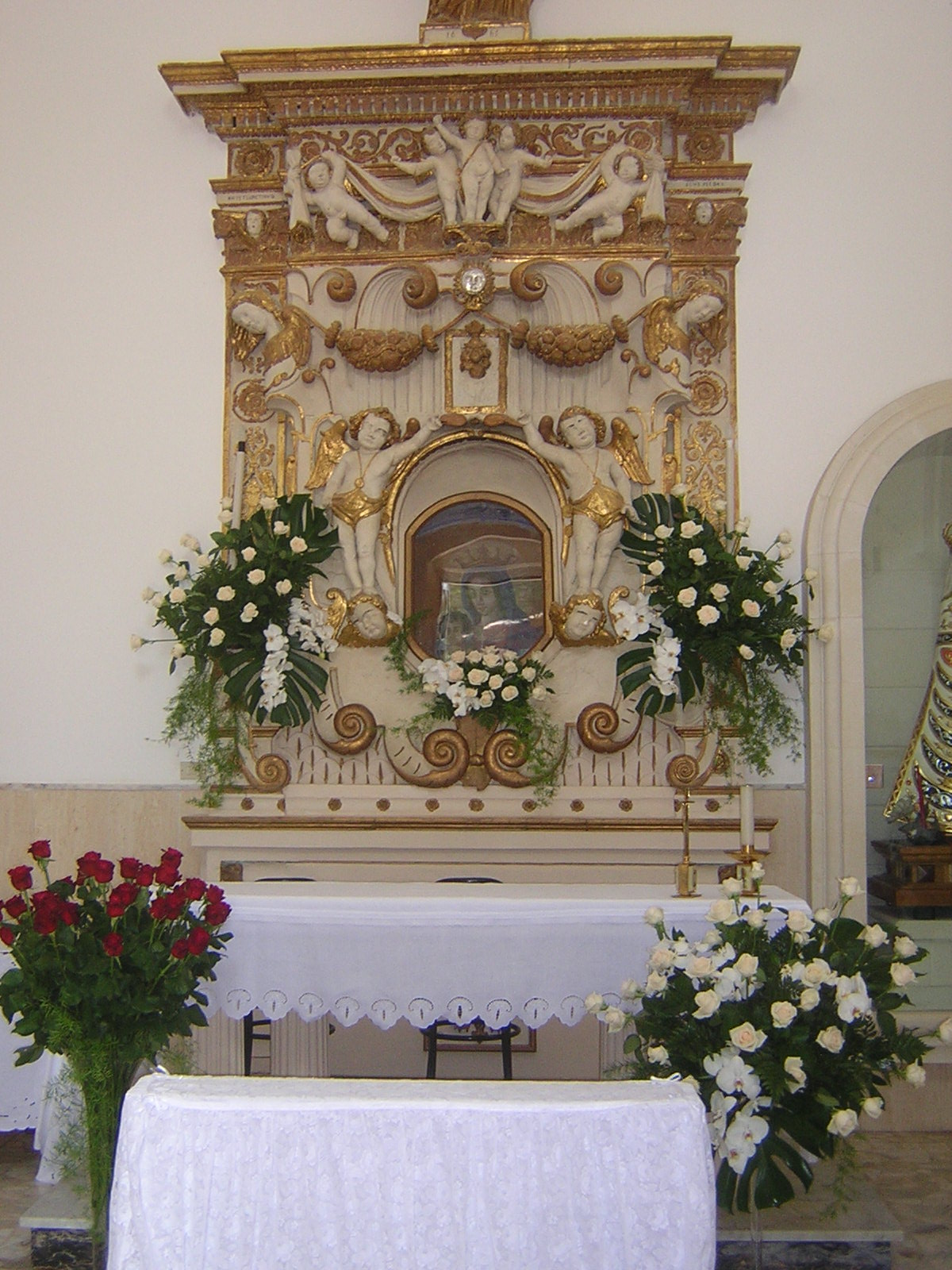
Altar der Kirche Madonna di Loreto

Die kleine Kirche wurde zwischen 1774 und 1781 außerhalb Zollinos errichtet, am Altar findet sich unter der Statue der Gottesmutter die Jahreszahl 1665, woraus man schließt, das dieser älteren Marienkirche, die zu Beginn des 17. Jahrhunderts abgerissen wurde, hierher verbracht wurde. Ein Fresko mit Maria und dem segnenden Jesus trägt der byzantinischen Bildtradition Rechnung.

### Votivsäule des Heiligen Petrus
Die Säule wurde um die Wende zum 18. Jahrhundert an der Stelle einer so genannten Osanna, einer kreuzbekrönten Steinsäule, wie sie für den Salento typisch sind, errichtet. Diese befand sich am Ort der Ruine einer Sophienkirche. Auf einem kubischen Sockel erhebt sich über einer korinthischen Säule die Figur des heiligen Petrus, die am Festtag des Heiligen, dem 29. Juni von Gläubigen mit einer Blumengirlande geschmückt wird. Auf dem Platz der Säule wurden bei Ausgrabungen Gräber entdeckt, die vielleicht der alten Sophienkirche zuzuordnen sind.

### Unterirdische Ölmühle
Die kleine Ölmühle wurde am Ende des 17. Jahrhunderts errichtet und war bis 1940 in Betrieb. Sie wurde kürzlich durch die Gemeinde wieder hergerichtet und zeigt die Arbeitsvorgänge der Ölgewinnung.

## Regelmäßige Veranstaltungen

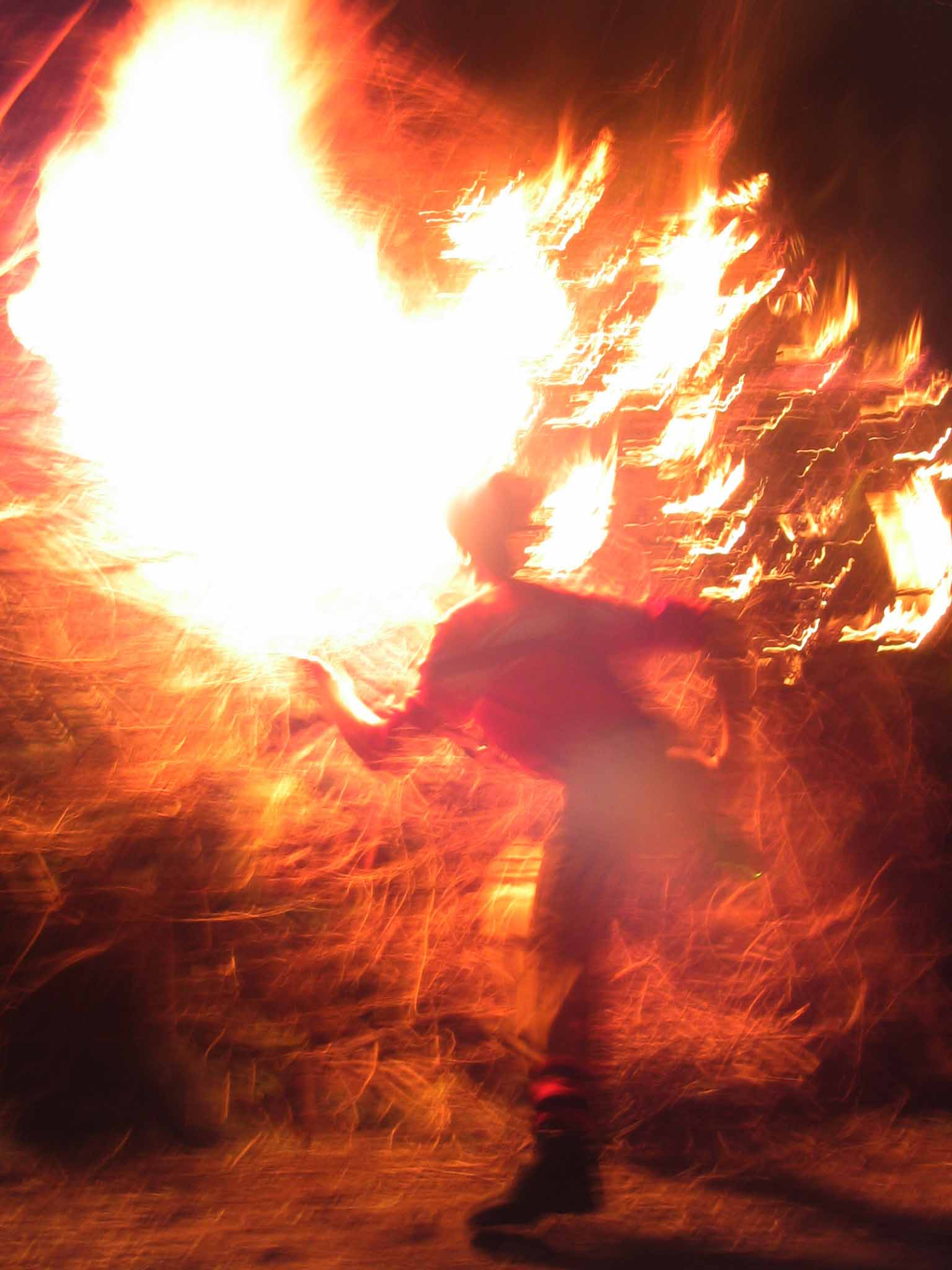
Festa de lu focu

Zu den Festen der Gemeinde gehören vornehmlich die Gedenktage der Heiligen der verschiedenen Kirchen, als wichtigstes das des Stadtpartons am 22. und 23. August.
Am 28. Dezember wird die Festa de lu focu („Fest des Feuers“) begangen. Hierbei handelt es sich um ein typisches winterliches Lichterfest, bei dem durch Entzünden eines großen Feuers eine Art künstliche Sonne erzeugt wird. Das Fest wurde in den 1970er-Jahren vom 17. Januar auf den Dezembertermin verschoben, so dass die zu Weihnachten heimkehrenden Gastarbeiter mitfeiern konnten. Zusammen mit der Fiesta de lu Mieru in Carpignano Salentino gehört es zu den herausragenden Volksfesten des Salento.
Bei der Sagra della Sceblasti, die seit 1996 am 2. und 3. August gefeiert wird, handelt es sich um ein Volksfest rund um eine würzige Brotspezialität des Ortes, deren Name aus dem Griko abgeleitet wird und „ohne Form“ bedeutet.

## Wirtschaft
Die Gemeinde ist bis heute landwirtschaftlich geprägt. Zu den Erzeugnissen gehören eine Erbsensorte (Pisello Nano di Zollino) und eine Bohnensorte (Fava di Zollino, cuccìa), die als typische Produkte der Region offiziell anerkannt sind.

## Verkehr
Der Straßenverkehr des Salento beschränkt sich auf einfache Landstraßen, auf denen Überlandbusse ein wichtiges öffentliches Verkehrsmittel sind. Busse verbinden den Ort auch mit dem Flughafen Brindisi.
Außerdem ist der Ort mit einem eigenen Bahnhof an das Eisenbahnnetz angeschlossen. Zwei Strecken bedienen den Bahnhof:
- die Bahnstrecke Lecce–Gallipoli und
- die Bahnstrecke Zollino–Gagliano Leuca.